# Famille Nothomb
 (janvier 2021).
Pour les articles homonymes, voir Nothomb.
La famille Nothomb est une famille de la noblesse belge depuis 1933.

## Histoire
Issue de la bourgeoisie belge originaire du Luxembourg tant de l'actuel grand-duché que de la province belge, qui est active depuis plusieurs générations dans la vie politique et culturelle du pays. Depuis l'indépendance de la Belgique en 1830, cette famille a donné plusieurs éminents serviteurs de l'État qui ont exercé des fonctions de ministre, parlementaire, magistrat ou diplomate.
Pierre Nothomb a reçu une concession de noblesse en 1933. (Au XIXe siècle une autre branche de la famille Nothomb a reçu une concession de noblesse héréditaire mais c'était éteint avec la troisième génération.) Certains membres de la famille de Pierre Nothomb ont été créés baron (Pierre Nothomb en 1937 (personnel, non-hereditaire), Patrick Nothomb en 1953, et Simon Pierre et Charles-Ferdinand Nothomb en 1966) par le souverain.

## Personnalités

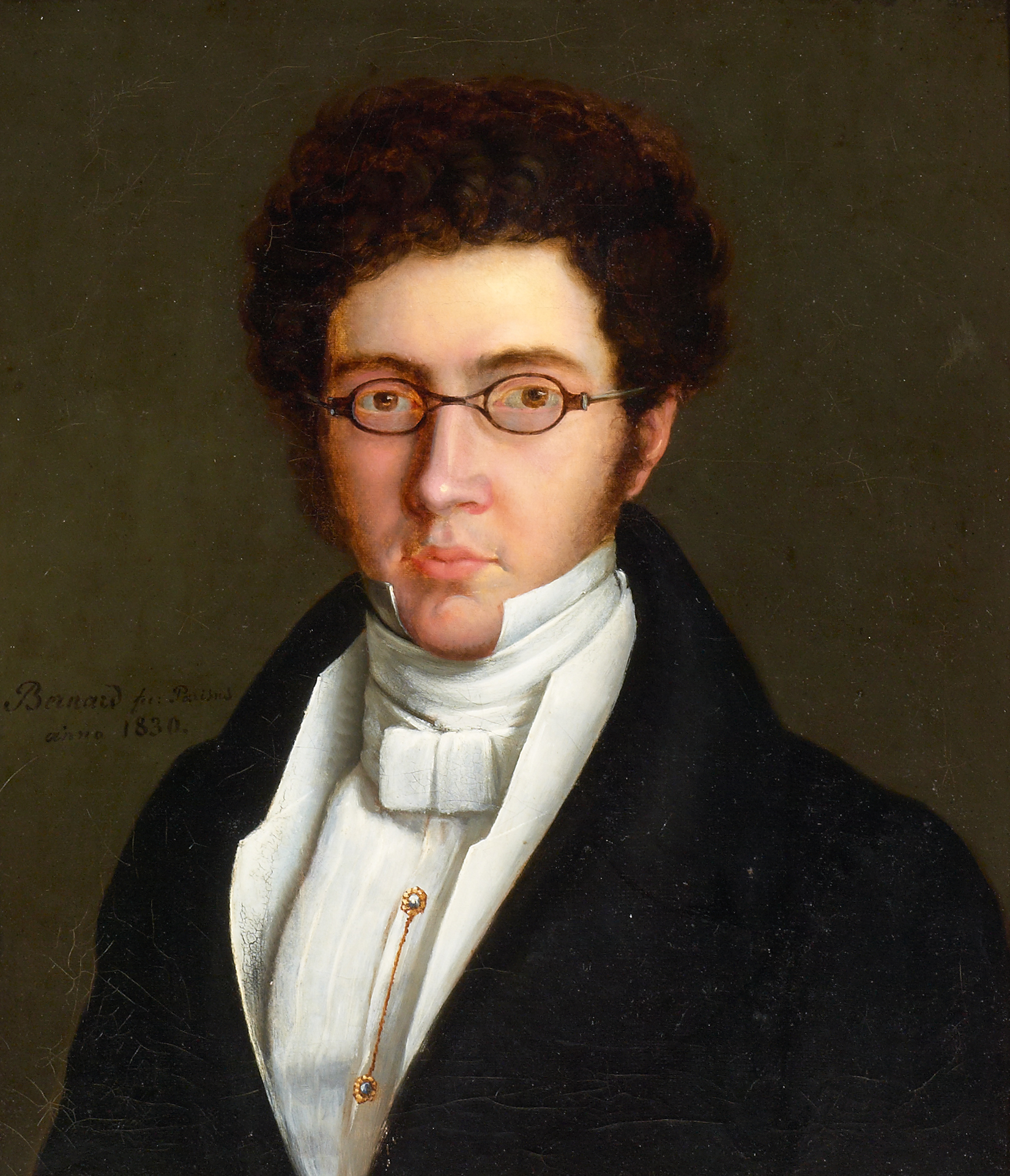
Jean-Baptiste Nothomb (1805‑1881), 7e chef de cabinet du roi.

- Alphonse Nothomb (1817‑1898), homme politique belge et ministre de la Justice (1855‑1857).
- Antoinette Nothomb (1752-1805), épouse de Pierre-Joseph Boch (1737-1818) et parents de Jean-François Boch
- Fabienne, dite Amélie, Nothomb (1966‑), romancière.
- Charles-Ferdinand Nothomb (1936‑2023), homme politique belge, ministre d'État et sénateur.
- Jean-Baptiste Nothomb (1805‑1881), Chef de cabinet belge.
- Jean-François Nothomb (1919-2008), résistant et ancien chef du Réseau Comète.
- Juliette Nothomb (1963‑), auteur de romans pour la jeunesse et de livres culinaires, chroniqueuse aux magazines belges.
- Patrick Nothomb (1936‑2020), diplomate.
- Paul Nothomb (1913‑2006), résistant, romancier et philosophe.
- Pierre Nothomb (1887‑1966), poète, écrivain et homme politique belge.
- Pierre Nothomb (1962‑), économiste et président de Deminor Investment management.
- Simon-Pierre Nothomb (1933‑2012), homme de lettres, l'un des plus jeunes soldats en Corée (1953), grand voyageur et représentant des Européens dans le monde.
- Eugénie Nothomb (1991-), humoriste et chroniqueuse belge.

## Généalogie
La famille Nothomb est composée de deux branches issues de la descendance des deux fils de Jean-Pierre Nothomb (1745-1810) : Jean-Baptiste Nothomb et Dominique Nothomb, qui ont tous deux eu la même épouse.

### Descendance de Jean-Baptiste Nothomb (1776-1813) et Hélène Sch(o)uweiler (1781-1852)
```
 
Jean-Baptiste Nothomb
   
x 
Hélène Sch(o)uweiler

│
├──> 
Jean-Baptiste Nothomb
 (1805-1881)
│    x Wilhelmine Boch (1811-)
│    │ 
│    ├──> 
Hélène Nothomb
 (1837-1919)
│    │    x Adolph von Zedlitz-Leipe
│    │
│    ├──> 
Marie Nothomb
 (1838-1921)
│    │
│    ├──> 
Eugène Nothomb
 (1840-1930)
│    │    x Louise de Craecker (1846-1918)
│    │    │
│    │    ├──> 
Lucie Nothomb
 (1868-1964)
│    │    │    x Fritz von Zedlitz-Leipe (1861-1948)
│    │    │
│    │    ├──> 
Raymond Nothomb
 (1871-1930)
│    │    │
│    │    ├──> 
Gérard Nothomb
 (1872-1942)
│    │    │    x
│    │    │    │ 
│    │    │    ├──> 
Nicole Nothomb

│    │    │    │ 
│    │    │    ├──> 
Renée Nothomb

│    │    │    │ 
│    │    │    ├──> 
Sabine Nothomb

│    │    │    │    x Jacques Ruzette
│    │    │    │ 
│    │    │    ├──> 
Jean-Baptiste Nothomb

│    │    │    │ 
│    │    │    └──> 
Marie Nothomb

│    │    │         x Guy de Cassagnes de Beaufort de Miramon
│    │    │ 
│    │    ├──> 
Alice Nothomb
 (1840-1930)
│    │    │    x Henri d'Oultremont (1866-1914)
│    │    │ 
│    │    ├──> 
Marcel Nothomb
 (1877-1904)
│    │    │ 
│    │    └──> 
Berthe Nothomb

│    │         x Fernand van der Bruggen (1969-1925)
│    │    
│    ├──> 
Godefroy Nothomb
 (1841-1867)
│    │
│    ├──> 
Conrad Nothomb
 (1844-1866)
│    │
│    └──> 
Isabelle Nothomb
 (1846-1925)
│         x Jean-Pierre Pescatore (1846-1905)
│   
├──> 
Marie-Rosalie Nothomb
 (1808-)
│ 
└──> 
Jean-Pierre Nothomb
 (1807-1880)
     x Pauline Tinant (1816-1889)
     │    
     └──> 
Paul Nothomb

          x Eugénie de le Court
          │   
          └──> 
Pierre Nothomb

               x (1) Juliette Bamps 
               │ 
               ├──> 
André Nothomb

               │    x Claude Lancksweert
               │    │
               │    └──> 
Baron
 
Patrick Nothomb

               │         x Danièle Scheyven
               │         │
               │         ├──> Baron 
André Nothomb

               │         │    x (1) Viviane de Callatay
               │         │    │ 
               │         │    ├──> 
Ecuyer
 
Jocelyn Nothomb

               │         │    │ 
               │         │    ├──> 
Eugénie Nothomb

               │         │    │ 
               │         │    └──> 
Ecuyer
 
Sébastien Nothomb

               │         │ 
               │         │    x (2) Lorraine Seetoh
               │         │    │ 
               │         │    ├──> 
Ecuyer
 
Cyprien Nothomb

               │         │    │ 
               │         │    ├──> 
Ecuyer
 
Étienne Nothomb

               │         │    │
               │         │    └──> 
Désirée Nothomb

               │         │ 
               │         ├──> 
Juliette Nothomb

               │         │    x 
Arnaud Brihay

               │         │    
               │         └──> 
Baronne
 Fabienne, dite 
Amélie Nothomb

               │        
               ├──> 
Paul Nothomb

               │    x Maguerite Develer
               │    │    
               │    ├──> 
Michèle Nothomb

               │    │    x (1) François Sabourault
               │    │    x (2) Jacques Volle
               │    │ 
               │    └──> 
Anne-Françoise Nothomb

               │         x Michel Dispersyn
               │  
               ├──> 
Marie-Isabelle Nothomb

               │ 
               ├──> 
Marie-Claire Nothomb x marquis (Jean) de Trazegnies
 
               │ 
               ├──> 
Jean-François Nothomb

               │    x Anna Leggieri
               │    │    
               │    ├──> 
Agnèse Nothomb

               │    │ 
               │    └──> 
Ghislaine Nothomb

               │ 
               ├──> 
Jacqueline Nothomb

               │    x Jacques Orts
               │ 
               ├──> 
Colette Nothomb

               │    x (1) Baudouin Roelants du Vivier 
               │    │
               │    │──> 
François Roelants du Vivier

               │    │      x Chantal de Coninck
               │    │ 
               │    │──> 
Bruno Roelants du Vivier

               │    │     x Claudia Sanchez bajo
               │    │ 
               │    x (2) André Terlinden
               │ 
               └──> 
Dominique Nothomb

               x (2) Ghislaine Montens d'Oosterwijck
               │ 
               ├──> 
Lucie-Anne Nothomb

               │    x Raymond Dumay
               │ 
               ├──> 
Louise-Marie Nothomb

               │ 
               ├──> 
Donate Nothomb

               │ 
               ├──> 
Baron
 
Simon-Pierre Nothomb

               │    x 
Comtesse
 Dominique d'Aspremont-Lynden  de Maillen
               │    │
               │    ├──> 
Ecuyer
 
Philippe Nothomb

               │    │    x Monica Mosqueira do Amaral
               │    │    │ 
               │    │    ├──> 
Ecuyer
 
Jean Nothomb

               │    │    │ 
               │    │    ├──> 
Louise Nothomb

               │    │    │ 
               │    │    └──> 
Julia Nothomb

               │    │    x Clarissa da Costa Moreira
               │    │    │
               │    │    └──> 
Ecuyer
 
Arthur Nothomb

               │    │
               │    ├──> 
Ecuyer
 
Pierre Nothomb

               │    │    x Sandrine Delacroix
               │    │    │ 
               │    │    ├──> 
Mathilde Nothomb

               │    │    │ 
               │    │    ├──> 
Ecuyer
 
Diego Nothomb

               │    │    │ 
               │    │    └──> 
Antoinette Nothomb

               │    │ 
               │    └──> 
Eva Nothomb

               │ 
               └──> 
Ecuyer
 
Charles-Ferdinand Nothomb

                    x Michèle Pouppez de Kettenis de Hollaeken Dryepondt
                    │    
                    ├──> 
Ecuyer
 
Jean-Frédéric Nothomb

                    │    x Isabelle de Woot de Trixhe
                    │    │ 
                    │    ├──> 
Ecuyer
  
Jean-Baptiste Nothomb

                    │    │ 
                    │    ├──> 
Nina Nothomb

                    │    │ 
                    │    ├──> 
Ecuyer
 
Clément Nothomb

                    │    │ 
                    │    └──> 
Constance Nothomb

                    │ 
                    ├──> 
Ecuyer
 
Christophe Nothomb

                    │    x Pénélope Moorkens
                    │    │ 
                    │    ├──> 
Ecuyer
 
Achille Nothomb

                    │    │ 
                    │    ├──> 
Eole Nothomb

                    │    │ 
                    │    └──> 
Ecuyer
 
Zéphyr Nothomb

                    │
                    └──> 
Marie Nothomb

                         x J.P. Robert Vandenbegine
                          │
                          ├──> Émilie Vandenbegine 
                          │
                          └──> Valentine Vandenbegine 
                    x (3) Alice-Wilhelmine van Zuylen de Neyvelt
```

### Descendance de Dominique Nothomb (1789-1844) et Hélène Sch(o)uweiler (1781-1852)
```
Dominique Nothomb
   
x 
Hélène Sch(o)uweiler

│
├──> 
Alphonse Nothomb
 (1817-1898)
│    x Wilhelmine Pescatore (1826-1897)
│    │ 
│    ├──> 
Hélène Nothomb
 (1848-1905)
│    │    x Baron d'Huart
│    │
│    ├──> 
Paul Nothomb
 (1850-1908)
│    │
│    ├──> 
Lucien Nothomb
 (1856-1919)
│    │
│    └──> 
Léon Nothomb
 (1858-1895)
│
└──> 
Clémentine Nothomb
```